# ルーインド・イン・ア・デイ
「ルーインド・イン・ア・デイ」（Ruined in a Day）は、イギリスのバンド、ニュー・オーダーが1993年に発表したヒット曲である。

## 概要
彼らの6枚目のスタジオ・アルバム『リパブリック』から2枚目のシングル・カット作品である。全英シングルチャートでは最高位22位を記録した。

## シングル収録曲
- ポリドール（現・ユニバーサルミュージック）からリリースされたCDシングルによる。収録曲は英国盤と同じ。

1. ルーインド・イン・ア・デイ（レディオ・エディット） "Ruined in a Day (radio edit) – 3:58
  - 作詞・作曲:ニュー・オーダー＆ステファン・ヘイグ、プロデュース：ステファン・ヘイグ
2. ルーインド・イン・ア・デイ（アンビエント・ミックス） Ruined in a Day (Ambient Mix) – 5:44
  - リミックス:ブーガ・ベア
3. ルーインド・イン・ア・デイ（ザ・リユナイテッド・イン・ア・デイ・リミックス） Ruined in a Day (Reunited in a Day Remix) – 6:14
  - リミックス:K-クラス
4. ヴィシャス・サークル （マイク・ハース・ミックス） Vicious Circle (Mike Haas Mix) – 3:23
  - リミックス:マイケル・ハース

## その他
- 厳密ではイギリスでは2枚のシングルが発売されているほか、カセット・シングルや12インチ・シングルがリリースされており、その収録曲が少しずつ異なっているが、日本で公式にリリースされているのは上記CDシングルのみで収録曲は英国で先行してリリースされたシングルと同じである。
- この曲は後にベスト・アルバム『ザ・ベスト・オブ・ニュー・オーダー』『シングルズ』にも収録された。またリミックス・ベスト・アルバム『ザ・レスト・オブ・ニュー・オーダー』には「ザ・リユナイテッド・イン・ア・デイ・リミックス」が収録されているが、こちらのアルバムでは「K-クラス・リミックス」と表記されている。[2]
- カップリング曲の「ヴィシャス・サークル」は発表当時未発表曲で、2011年時点では他のどのアルバムにも収録されていない。またこの「マイク・ハース・ミックス」の他「ニュー・オーダー・ミックス」というヴァージョンも存在するが日本では公式リリースされていない。

## チャート
| チャート（1993年）               | 最高順位 |
| -------------------------------- | -------- |
| イギリス（全英シングルチャート） | 22       |